# Catedrales de México

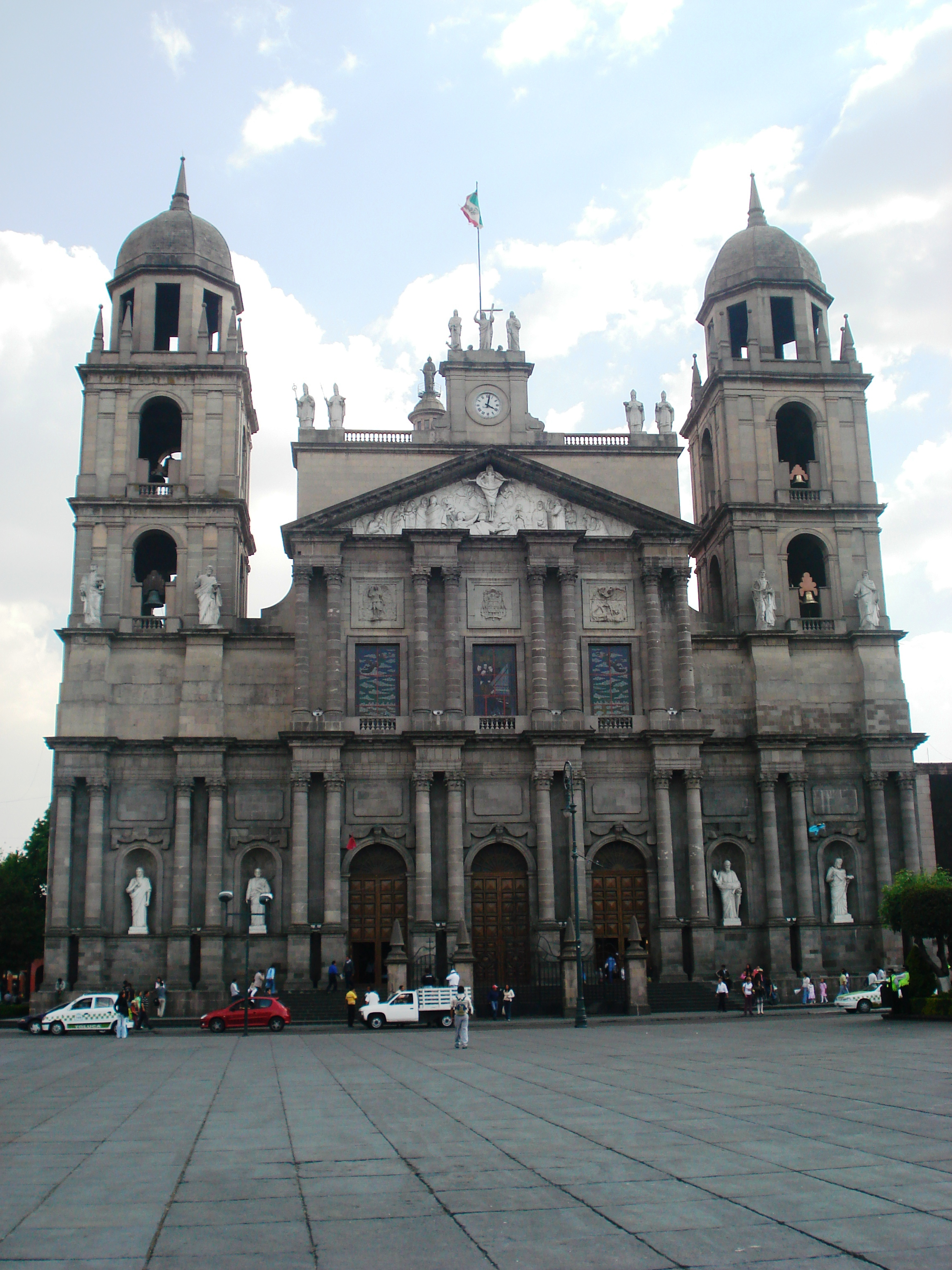
La Catedral de Toluca es un ejemplo del Neoclásico.

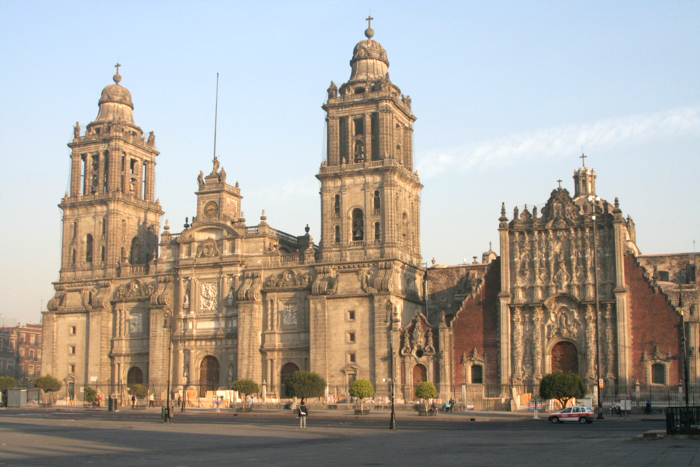
La Catedral Metropolitana de la Ciudad de México.

Las catedrales de México, son templos cristianos que tienen sus principales sedes o cátedra episcopales en la diócesis de México. La construcción de catedrales, al igual que el cristianismo son de estilo europeo con grandes diferencias con la arquitectura de las ciudades, algunas de ellas mezcladas de forma variada que da un toque original de cada región:
- Renacentista: combinación de detalles de varias eras de barroco español, español Colonial, Revival arquitectura morisca y churrigueresco mexicano.[1]
- Gótica:  se destaca por sus arcos apuntados que se usan como estructura ornamental para albergar iconografías de tipo religioso.
- Barroca: se realzan las formas de los arcos, los frontones son abundantes y las molduras se realzan. La columna es exuberantemente ornamentada y se decoran todos los entrepaños. Predomina el Churrigueresco y el Barroco novohispano propio de México.
- Neoclásica: tuvo como objetivo principal rescatar los valores estéticos y culturales de las civilizaciones de la Antigüedad Clásica (Grecia y Roma). Surgió en el siglo XVIII en Europa extendiéndose por el mundo, permaneciendo hasta mediados del siglo XIX.
- Historicista: surgió a finales del siglo XIX y principios del siglo XX, donde la nostalgia y la búsqueda de salir del academicismo predominante entre las expresiones artísticas, dieron paso al estudio de la plasticidad de las culturas antiguas.
- Moderna: su origen viene de Europa después de que concluyeran las guerras mundiales y que se crearan los movimientos considerados como arquitectura moderna llamados Art Nouveau y Art Decó que llegaron a América.[2]
- Contemporánea: se hace una mezcla de todos estos elementos y se reinterpretan de una manera más contemporánea utilizando colores muy vivos como él rojo, azul añil, amarillo cromo, rosa mexicano, rojo oxido, lila y morado buganvilias, utilizan texturas ásperas, techos de viguería bajo la loza y elementos decorativos artesanales, todos estos, elementos de la arquitectura vernácula.

Las catedrales se construyeron en 1521 con la fundación del Virreinato de la Nueva España, a partir de entonces se han construido las catedrales más elaboradas, por ejemplo, la Catedral de Yucatán se ha considerado la primera catedral de México con un estilo Renacentista. En cambio, en la arquitectura barroca, se creó en México el Barroco novohispano. Con el Neoclasicismo se edificaron y restauraron templos modificando su estructura original, como la Catedral de Toluca, la Catedral de Guadalajara y la Catedral Metropolitana de la Ciudad de México.  Sin embargo, las recientes construcciones de los templos tienen una arquitectura moderna y contemporánea, para lo cual utilizaron nuevos materiales de construcción, como el vidrio, hierro y concreto armado.

## Catedrales por estado

### Aguascalientes
| Nombre                     | Imagen | Ubicación      | Patrón                        | Construcción | Estilo arquitectónico           | Diócesis o Arquidiócesis   |
| -------------------------- | ------ | -------------- | ----------------------------- | ------------ | ------------------------------- | -------------------------- |
| Catedral de Aguascalientes |        | Aguascalientes | Nuestra Señora de la Asunción | 1704-1738    | Barroco novohispano, neoclásico | Diócesis de Aguascalientes |

### Baja California
| Nombre                                  | Imagen | Ubicación | Patrón                      | Construcción | Estilo arquitectónico | Diócesis o Arquidiócesis |
| --------------------------------------- | ------ | --------- | --------------------------- | ------------ | --------------------- | ------------------------ |
| Catedral de Nuestra Señora de Guadalupe |        | Mexicali  | Nuestra Señora de Guadalupe | 1918         | Moderno               | Diócesis de Mexicali     |
| Catedral de Nuestra Señora de Guadalupe |        | Tijuana   | Nuestra Señora de Guadalupe | 1902-1956    | Misional californiano | Arquidiócesis de Tijuana |

### Baja California Sur
| Nombre             | Imagen | Ubicación                   | Patrón                   | Construcción | Estilo arquitectónico | Diócesis o Arquidiócesis                  |
| ------------------ | ------ | --------------------------- | ------------------------ | ------------ | --------------------- | ----------------------------------------- |
| Catedral de La Paz |        | La Paz, Baja California Sur | Nuestra Señora de La Paz | 1861-1865    | Misional, neoclásico  | Diócesis de La Paz en Baja California Sur |

### Campeche
| Nombre               | Imagen | Ubicación                 | Patrón                | Construcción | Estilo arquitectónico           | Diócesis o Arquidiócesis |
| -------------------- | ------ | ------------------------- | --------------------- | ------------ | ------------------------------- | ------------------------ |
| Catedral de Campeche |        | San Francisco de Campeche | Inmaculada Concepción | 1650-1760    | Barroco novohispano, neoclásico | Diócesis de Campeche     |

### Chiapas
| Nombre                                     | Imagen | Ubicación                      | Patrón                        | Construcción | Estilo arquitectónico     | Diócesis o Arquidiócesis               |
| ------------------------------------------ | ------ | ------------------------------ | ----------------------------- | ------------ | ------------------------- | -------------------------------------- |
| Catedral de San Cristóbal de Las Casas     |        | San Cristóbal de Las Casas     | Nuestra Señora de la Asunción | 1533-1766    | Barroco novohispano       | Diócesis de San Cristóbal de Las Casas |
| Catedral de Tapachula                      |        | Tapachula de Córdova y Ordóñez | José de Nazaret               | 2009         | Contemporáneo             | Diócesis de Tapachula                  |
| Catedral Metropolitana de Tuxtla Gutiérrez |        | Tuxtla Gutiérrez               | Marcos el Evangelista         | 1560-1965    | Neoclásico, contemporáneo | Arquidiócesis de Tuxtla Gutiérrez      |

### Chihuahua
| Nombre                                             | Imagen | Ubicación              | Patrón                                 | Construcción | Estilo arquitectónico | Diócesis o Arquidiócesis        |
| -------------------------------------------------- | ------ | ---------------------- | -------------------------------------- | ------------ | --------------------- | ------------------------------- |
| Catedral de San Antonio de Padua                   |        | Cuauhtémoc (Chihuahua) | Antonio de Padua                       | 1955-1982    | Románico              | Diócesis de Cuauhtémoc-Madera   |
| Catedral de Nuestra Señora de Guadalupe            |        | Hidalgo del Parral     | Nuestra Señora de Guadalupe            | 1946-1952    | Moderno               | Diócesis de Parral              |
| Catedral de Nuestra Señora de la Medalla Milagrosa |        | Nuevo Casas Grandes    | Nuestra Señora de la Medalla Milagrosa | 1948         | Moderno               | Diócesis de Nuevo Casas Grandes |
| Catedral Metropolitana de Chihuahua                |        | Chihuahua (Chihuahua)  | La Santa Cruz                          | 1725-1760    | Barroco               | Arquidiócesis de Chihuahua      |
| Catedral de Ciudad Juárez                          |        | Ciudad Juárez          | Nuestra Señora de Guadalupe            | 1941-1945    | Neoclásico            | Diócesis de Ciudad Juárez       |

### Ciudad de México
| Nombre                                        | Imagen | Ubicación           | Patrón                                  | Construcción | Estilo arquitectónico                             | Diócesis o Arquidiócesis                                        |
| --------------------------------------------- | ------ | ------------------- | --------------------------------------- | ------------ | ------------------------------------------------- | --------------------------------------------------------------- |
| Catedral de Nuestra Señora de Balvanera       |        | Alcaldía Cuauhtémoc | Nuestra Señora de Valvanera             | 1671         | Barroco, neoclásico                               | Eparquía de Nuestra Señora de los Mártires del Líbano en México |
| Catedral Metropolitana de la Ciudad de México |        | Alcaldía Cuauhtémoc | San Felipe de Jesús / Asunción de María | 1563-1813    | Gótico, plateresco, barroco, estípite, neoclásico | Arquidiócesis de México                                         |
| Catedral de Porta Cæli                        |        | Alcaldía Cuauhtémoc |                                         | 1711         | Neoclásico                                        | Eparquía de Nuestra Señora del Paraíso en México                |

### Coahuila
| Nombre                                | Imagen | Ubicación | Patrón                    | Construcción | Estilo arquitectónico | Diócesis o Arquidiócesis |
| ------------------------------------- | ------ | --------- | ------------------------- | ------------ | --------------------- | ------------------------ |
| Catedral de Santiago                  |        | Saltillo  | Santiago el Mayor         | 1745-1800    | Barroco               | Diócesis de Saltillo     |
| Catedral de Nuestra Señora del Carmen |        | Torreón   | Nuestra Señora del Carmen | 1916-1921    | Neogótico             | Diócesis de Torreón      |

### Colima
| Nombre                            | Imagen | Ubicación | Patrón                      | Construcción | Estilo arquitectónico       | Diócesis o Arquidiócesis |
| --------------------------------- | ------ | --------- | --------------------------- | ------------ | --------------------------- | ------------------------ |
| Catedral basílica menor de Colima |        | Colima    | Nuestra Señora de Guadalupe | 1525-1540    | Neoclásico, barroco, gótico | Diócesis de Colima       |

### Durango
| Nombre                            | Imagen | Ubicación           | Patrón                | Construcción | Estilo arquitectónico           | Diócesis o Arquidiócesis |
| --------------------------------- | ------ | ------------------- | --------------------- | ------------ | ------------------------------- | ------------------------ |
| Catedral Metropolitana de Durango |        | Victoria de Durango | Inmaculada Concepción | 1695-1713    | Barroco novohispano, neoclásico | Arquidiócesis de Durango |

### Guanajuato
| Nombre                                         | Imagen | Ubicación          | Patrón o advocación       | Construcción | Estilo arquitectónico | Diócesis o Arquidiócesis |
| ---------------------------------------------- | ------ | ------------------ | ------------------------- | ------------ | --------------------- | ------------------------ |
| Catedral de la Inmaculada Concepción de Celaya |        | Celaya             | Inmaculada Concepción     | 1683-1725    | Barroco, neoclásico   | Diócesis de Celaya       |
| Catedral basílica de León                      |        | León de Los Aldama | Madre Santísima de la Luz | 1760-1867    | Barroco, neoclásico   | Arquidiócesis de León    |

### Guerrero
| Nombre                                           | Imagen | Ubicación                 | Patrón o advocación          | Construcción | Estilo arquitectónico           | Diócesis o Arquidiócesis         |
| ------------------------------------------------ | ------ | ------------------------- | ---------------------------- | ------------ | ------------------------------- | -------------------------------- |
| Catedral de Acapulco                             |        | Acapulco de Juárez        | Nuestra Señora de la Soledad | 1900-1950    | Morisco, bizantino, neocolonial | Arquidiócesis de Acapulco        |
| Catedral de la Asunción de María de Chilpancingo |        | Chilpancingo de los Bravo | Asunción de María            | S. XVI-XIX   | Neoclásico                      | Diócesis de Chilpancingo-Chilapa |
| Catedral de San Agustín de Tlapa                 |        | Tlapa de Comonfort        | Señor del Nicho              | S. XVI-XVIII | Neoclásico                      | Diócesis de Tlapa                |
| Concatedral de Chilapa                           |        | Chilapa de Álvarez        | Asunción de María            | 1930-1967    | Moderno                         | Diócesis de Chilpancingo-Chilapa |
| Catedral de San Juan Bautista                    |        | Ciudad Altamirano         | Fray Juan Bautista Moya      | Siglo XX     | Barroco                         | Diócesis de Ciudad Altamirano    |

### Hidalgo
| Nombre                       | Imagen | Ubicación       | Patrón           | Construcción | Estilo arquitectónico | Diócesis o Arquidiócesis    |
| ---------------------------- | ------ | --------------- | ---------------- | ------------ | --------------------- | --------------------------- |
| Catedral de Huejutla         |        | Huejutla        | Cristo Rey       | 1541-1580    | Plateresco            | Diócesis de Huejutla        |
| Catedral de San José en Tula |        | Tula de Allende | José de Nazaret  | 1543-1554    | Plateresco, gótico    | Diócesis de Tula            |
| Catedral de Tulancingo       |        | Tulancingo      | Juan el Bautista | 1754 - 1788  | Neoclásico            | Arquidiócesis de Tulancingo |

### Jalisco
| Nombre                                                       | Imagen | Ubicación                         | Patrón o advocación                     | Construcción          | Estilo arquitectónico    | Diócesis o Arquidiócesis          |
| ------------------------------------------------------------ | ------ | --------------------------------- | --------------------------------------- | --------------------- | ------------------------ | --------------------------------- |
| Catedral de San José                                         |        | Ciudad Guzmán, Zapotlán El Grande | San José                                | 1866                  | Neoclásico               | Diócesis de Ciudad Guzmán         |
| Catedral Basílica de la Asunción de María Santísima          |        | Guadalajara                       | Asunción de María Santísima             | 1561-1618             | Renacentista y neogótico | Arquidiócesis de Guadalajara      |
| Catedral de Autlán                                           |        | Autlán de Navarro                 | Santísima Trinidad                      | Finales del siglo XIX | Neoclásico               | Diócesis de Autlán                |
| Catedral basílica de Nuestra Señora de San Juan de los Lagos |        | San Juan de los Lagos             | Nuestra Señora de San Juan de los Lagos | 1732 - 1769           | Barroco novohispano      | Diócesis de San Juan de los Lagos |

### Estado de México
| Nombre                                     | Imagen | Ubicación             | Patrón                                | Construcción | Estilo arquitectónico           | Diócesis o Arquidiócesis      |
| ------------------------------------------ | ------ | --------------------- | ------------------------------------- | ------------ | ------------------------------- | ----------------------------- |
| Catedral de Atlacomulco                    |        | Atlacomulco de Fabela | Divina Providencia                    | 1999-2000    | Contemporáneo                   | Diócesis de Atlacomulco       |
| Catedral de Jesús Señor de la Misericordia |        | Ciudad Nezahualcóyotl | Jesús Señor de la Divina Misericordia | 2000         | Moderno                         | Diócesis de Nezahualcóyotl    |
| Catedral del Sagrado Corazón de Jesús      |        | Ecatepec de Morelos   | Sagrado Corazón de Jesús              | 1998-1999    | Moderno                         | Diócesis de Ecatepec          |
| Catedral de Corpus Christi                 |        | Tlalnepantla de Baz   | Corpus Christi                        | 1525         | Plateresco, barroco novohispano | Arquidiócesis de Tlalnepantla |

### Michoacán
| Nombre                                                           | Imagen | Ubicación                     | Patrón o advocación                                | Construcción | Estilo arquitectónico           | Diócesis o Arquidiócesis     |
| ---------------------------------------------------------------- | ------ | ----------------------------- | -------------------------------------------------- | ------------ | ------------------------------- | ---------------------------- |
| Catedral de Nuestra Señora de la Asunción                        |        | Apatzingán de la Constitución | Nuestra Señora de la Asunción                      | 1953         | Modernista                      | Diócesis de Apatzingán       |
| Catedral de Cristo Rey                                           |        | Ciudad Lázaro Cárdenas        | Cristo Rey                                         | 1990         | Modernista                      | Diocésis de Lázaro Cárdenas  |
| Catedral de la Transfiguración del Señor de Morelia              |        | Morelia                       | Transfiguración del Señor                          | 1660-1774    | Barroco novohispano, neoclásico | Arquidiócesis de Morelia     |
| Catedral de San Jerónimo                                         |        | Tacámbaro de Codallos         | San Jerónimo                                       | Siglo XVI    | Agustino                        | Diócesis de Tacámbaro        |
| Catedral de la Inmaculada Concepción de Zamora de Hidalgo        |        | Zamora de Hidalgo             | Inmaculada Concepción de la Santísima Virgen María | 1840-1879    | Neoclásico                      | Diócesis de Zamora en México |
| Santuario Diocesano de Nuestra Señora de Guadalupe (Concatedral) |        | Zamora de Hidalgo             | Nuestra Señora de Guadalupe                        | 1898-2008    | Neogótico                       | Diócesis de Zamora en México |